# Cimone
Cimone là một đô thị tại tỉnh Trento trong vùng Trentino-Alto Adige/Südtirol, có vị trí khoảng 10 km về phía tây nam của Trento. Tại thời điểm ngày 31 tháng 12 năm 2004, đô thị này có dân số 599 người và diện tích là 9,8 km².
Cimone giáp các đô thị: Trento, Garniga Terme, Cavedine, Aldeno, Villa Lagarina, và Pomarolo.